# Weblap-használhatóság
Használhatónak nevezhetünk egy olyan weboldalt, melyen a felhasználó könnyen és hatékonyan megtalálja a szükséges információkat. Lényege, hogy növeljük a felhasználói elégedettséget. Egy honlap elkészítésénél érdemes több tesztalannyal is elvégeztetni a műveleteket, felmérve ezzel, miképp küzdenek meg az akadályokkal. Sok információt tudhatunk meg egy avatatlan szemtől. A weblapok használhatóságának mérésére megalkották a WCAG-kritériumrendszereket, melyek főként a fogyatékos felhasználók igényeit veszik figyelembe akadálymentesítés céljából. A WCAG kritériumrendszereinek több verziója van: WCAG 1, WCAG 2.0 és WCAG 2.1.

## Áttekinthetőség
Egy weblap tervezésénél a legfontosabb szempont, hogy minél kevesebb időt vegyen igénybe egy adott információ megtalálása a felhasználó számára. Lényeges, hogy ne legyen túlzsúfolt az oldal, megfelelő színeket használjunk valamint könnyen olvasható, általános betűtípust válasszunk.

## Könnyű tájékozódás
Az egyre elterjedtebb és széleskörűbb internetes világban a felhasználók már hozzászoktak bizonyos általánosságokhoz, hogy mi hol helyezkedik el, hová navigál vagy éppen mit jelent. Nagyon fontos tehát, hogy tartsuk magunkat ehhez, és ne próbáljuk újításokkal nehezebbé tenni a tájékozódást. Ilyen megszokott dolog például, hogy a bal felső sarokban lévő logóra kattintva a kezdőoldalra jutunk bármelyik aloldalról. Fontos, hogy ne tévedjen el az olvasó, ezért van szükség arra, hogy feltüntessük, hogy hol is állunk az oldalon belül, hol jártuk már, valamint hogy hová tudunk még menni. A könnyebb navigálás érdekében érdemes különböző színnel kell jelölni a már meglátogatott lapokat, hogy a felhasználó ne tévedjen vissza akaratlanul egy oldalra.

## Fogalmazás
Nagyon fontos, hogy egyértelműen meg tudjuk fogalmazni, hogy egy adott menüpont alatt tulajdonképpen mit is értünk. Ha a felhasználónak el kell gondolkodnia, akkor az máris ront a használhatóságon. Az elégedettség és a sok kattintással járó keresgélés a látogatottság romlását eredményezheti.

## Megbízhatóság
Egy jól elkészített weblapból sugárzik a megbízhatóság. Jó minőségű ábrák használatával, elegáns színösszeállítással, tömör egyszerű megfogalmazással, valamint könnyed áttekinthetőséggel elérhető egyfajta „holdudvarhatás”. A felhasználó megbízhatóbbnak és hitelesebbnek fogja látni a weboldalt.